# Corso Porta Borsari
Corso Porta Borsari è un'importante strada situata nel centro storico di Verona, che ricalca in parte l'antico decumano massimo della città romana. Il corso ha inizio da piazza Erbe, celebre per i suoi mercati e monumenti storici, e si estende fino all'omonima porta Borsari, di cui sopravvive ancora la facciata esterna.

## Storia
La via prende il nome da Porta Borsari, di origine romana. La dizione della porta e del corso risale all'età medievale dal nome dei Borsàri (bursarii), ossia gli addetti alla riscossione della gabella per il vescovo sulle merci in transito.
In alcuni documenti medievali la porta era detta anche di San Zeno, perché da qui si andava in direzione di quel sobborgo. Il toponimo attuale della via fu deliberato dal Municipio con la revisione toponomastica del 1871.
Corso Porta Borsari ricalca il tracciato, nord-sud, del tratto meridionale del decumano massimo della città romana, che collegava il Foro (ora Piazza Erbe) con la porta cittadina, un tempo tratto cittadino della Via Postumia.
Il percorso prende le mosse da Palazzo Maffei in Piazza Erbe all'angolo con vicolo Monte ai piedi della Torre del Gardello.
L'allargamento del corso all'altezza di Porta Borsari è significativo dell'originaria presenza dell'edificio della porta romana, le cui fondazioni furono accertate verso la metà dell'800.

## Descrizione

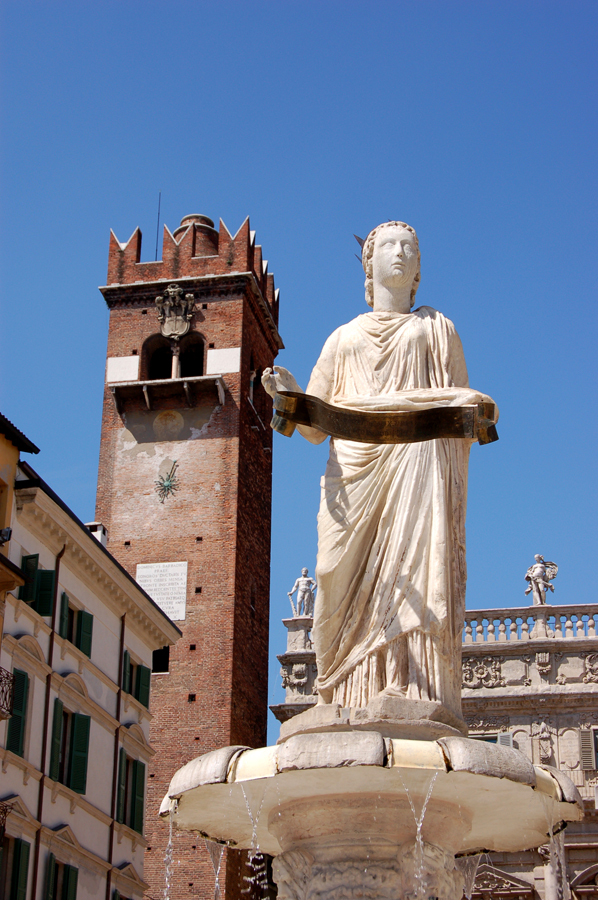
La torre del Gardello dietro Madonna Verona

- Al numero 32 stal de le vècie edificio duecentesco rimaneggiato e recuperato a fine XX sec. ospitò a lungo uno stallatico con un'insegna in lamiera di due vecchie. Romanico: in facciata due finestre, il portale ad arco di accesso e rilievo con la SS. Trinità, Maria Vergine e Santi Michele e Raffaele. L'interno porticato e colonne sono del XV secolo.[2]
- La Torre del Gardello venne costruita prima dell'avvento della signoria scaligera, ma nel 1363 Cansignorio della Scala la fece restaurare e nel 1370 venne collocata una campana, che rintoccava ogni ora: andava a battere le ore un orologio a campana, posto internamente.
- La casa d'angolo con Piazza Erbe è frutto del rimaneggiamento dell'antica casa Curioni, costruita nel 1575 da Vincenzo Curioni "patriae decori et meo commodo", come recita l'epigrafe che corre lungo il primo pia dove sopravvive la bella balaustrata cinquecentesca decorata con trofei d'armi.
- Corte Sgarzerie si trova al numero 12 oltre un fornice romanico con stemma scaligero sulla chiave, antichi opifici delle lane e dei panni dove si cardava la lana, ospitati dalla loggia fatta costruire nel 1299 da Alberto l della Scala.[3]
- Di fronte all'arco romanico, in angolo con vicolo San Marco, sorge il Palazzo Rizzardi, dal 1860 Ferriani, raro e cospicuo esempio dell'architettura barocca in Verona attribuito agli architetti Lelio e Vincenzo Pellesina (sec. XVII).
- La Chiesa di San Giovanni in Foro, l'unica in Verona dedicata all'Evangelista, la cui originaria struttura romanica fu riportata in luce nel 1905. La fiancata meridionale della Chiesa di San Giovanni in Foro prospetta sul corso ed è interrotta da due finestre rinascimentali allungate, tra cui si intravede una Deposizione a fresco di Domenico Brusasorzi. Le finestre sono coeve al portale d'ingresso in marmo rosso locale. Nell'estradosso del portale sono collocate tre piccole statue di modesta levatura raffiguranti i Santi Giovanni Evangelista, Pietro e Giovanni Battista, attribuite a Girolamo Giolfino. La chiesa, che fu parrocchia fino al 1806, prende il predicato dal vicino Foro romano; fu rifabbricata dopo l'incendio divampato intorno al Foro nel 1172; la calamità è ricordata da una piccola epigrafe racchiusa in un tabernacolino del sec. XV, che certamente riproduce una più antica iscrizione. Popolarmente è più nota la breve lastra rettangolare di marmo, murata sotto il tabernacolo, che tradizione vuole capace di prevedere tempo buono se asciutta al tatto, cattivo se umida.
- Quel che rimane di Porta dei Borsàri rappresenta solamente la facciata esterna in pietra dell'antica porta romana, rifatta in età claudia (secondo quarto del I secolo d.C.) e addossata alla precedente facciata tardo-repubblicana. Per una corretta lettura della quinta lapidea della Porta dei Borsàri, dunque, occorre tenere presente che essa era saldata alla preesistente Porta di età tardo-repubblicana. Per non alterare l'aspetto della nuova costruzione fornici e finestre furono allineati e tutta la struttura della nuova facciata fu subordinata agli elementi corrispondenti della precedente.
- All'altezza di Porta Borsari su di un muro sono presenti due tabelle indicanti l'altezza raggiunta dalle acque dell'Adige in piena, rispettivamente nel 1868 e nel 1882.